# Sân bay Miri
Sân bay Miri (IATA: MYY, ICAO: WBGR) (tiếng Mã Lai: Lapangan Terbang Miri) phục vụ thành phố Miri, Sarawak ở Đông Malaysia. Đây là một trong những sân bay nội địa bận rộn nhất Malaysia. Sân bay này là trung tâm hoạt động của hãng FlyAsianXpress (FAX) đảm nhận chính các tuyến nội địa từ hãng Malaysia Airlines. Vị trí của Miri ở giữa Borneo của Malaysia khiến sân bay này thích họp cho dịch vụ hàng không nông thôn. Năm 2005, sân bay này phục vụ 1,59 triệu khách. Lưu trữ ngày 10 tháng 5 năm 2012 tại Wayback Machine

## Các hãng hàng không và các điểm đến
- AirAsia (Johor Bahru, Kota Kinabalu, Kuala Lumpur, Kuching)
- Malaysia Airlines (Kota Kinabalu, Kuala Lumpur, Kuching)
- MASwings (Ba'kelalan, Bario, Bintulu, Kota Kinabalu, Labuan, Lawas, Limbang, Long Akah, Long Banga, Long Lellang, Long Seridan, Marudi, Mukah, Mulu, Sibu)